# 복건 (복식)

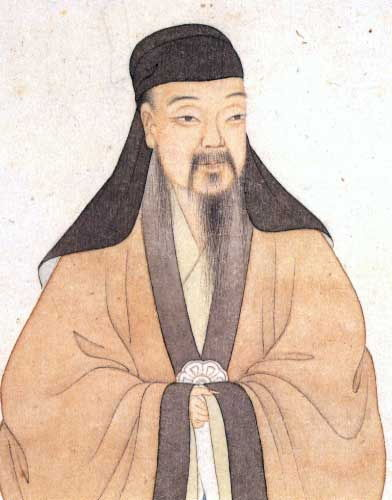
명나라의 복건

복건(幅巾)은 어린 아이들이 입는 한복 머리 쓰개 일종으로서 어린 아이들이 머리에 쓰는 것이다. 명절이나 돌잔치 때 쓰는데 조선 시대에는 유생들이 쓰기도 했다. 보통 복건은 검은 천으로 만들며 머리에 쓰는 복장이라 두꺼운 천은 쓰지 않았다. 사대부의 경우 보통 그 천 위에 금박을 하여 장식했다. 책에 따라서는 폭건이라고 부르기도 한다.
복건에 대해서는 착용 논쟁이 있었으며 조선 정조 때에는 남인들이 주자의 횡첩법과 다르다 하여 아예 복건을 쓰지 않았다. 복건의 형태가 각기 다른 데다 쓰지 않은 세력들까지 생겨나 1796년 겨울, 정조가 남인들을 불러 복건을 쓰고 입궐하라고 명하기에 이르렀다. 남인들 사이에서도 복건의 제도를 어찌할 것인가로 의견이 분분했다. 복건은 머리, 끈, 선단, 주름 등으로 구성되어 머리에 쓰도록 구성되어 있다.

## 같이 보기
- 한푸
- 한복

## 참고자료
- 심화진, 《우리옷만들기》, 성신여자대학교출판부, 2004년